# 金原早苗
金原 早苗（きんばら さなえ、1987年3月19日 - ）は、日本のお笑いタレント、喜劇女優である。吉本新喜劇の座員。大阪府八尾市出身。吉本興業所属。

## 人物・略歴
四條畷学園高等学校卒業。中学時代にブラスバンドでトロンボーンを担当していたときに四條畷学園高校の吹奏楽部顧問から誘われ、トロンボーンで推薦入学、吹奏楽部では部長も務めた。2017年に小籔千豊が結成したバンド「吉本新喜劇ィズ」ではキーボードで選抜された。また金原鉢子という名前で絵描きの活動もしている。
NSC女性タレントコース1期生。同期には桜 稲垣早希、増田倫子（元桜）、同じ吉本新喜劇所属の前田まみ（同じく新喜劇所属の前田真希の妹）がいる。
2006年の金の卵オーディションで、吉本新喜劇入団。
2014年8月15日から29日の放送中にわたり、『よしもと新喜劇55周年　朝まで生新喜劇』の中で行う“生新喜劇”にマドンナ役として出演する権利をかけて「生新喜劇マドンナ選挙」にエントリー。グランプリは逃すも(グランプリは福本愛菜)、エントリーした座員の中では2016年時点で、実質的なマドンナ役として出演する機会が最も多い(主に川畑泰史、すっちー座長公演回)。
両親は元自衛官で、自分も自衛隊に入隊するように勧められたが断った。

### 芸風
家庭環境から、自衛隊の知識や形式に詳しく、新喜劇でも、自衛隊の訓練の真似をする持ちネタがあり、ほふく前進（第1から第5まで）などをし、他の出演者をムチャぶりで巻き込んでいくスタイルが見られた。敬礼にもこだわりがあり、戦争映画やドラマでなされている敬礼は角度が違うなどで、実は正しくないと言っている。
他の持ちネタに滝川クリステルのモノマネがある。新喜劇の先輩で小泉進次郎のモノマネをする信濃岳夫とのコンビで『ザ・細かすぎて伝わらないモノマネ』2019に出演し、準優勝した。滝川の物まねは、当初なりきるのは畏れ多いと感じ変顔していたが、その後の研究で時々気を抜く瞬間があり、これを誇張する形で白目などを取り入れている。

## エピソード
2021年7月7日、一般男性と結婚。その後、第1子を出産。
2024年3月31日、2023年1月に離婚していたことを発表した。子供の親権は金原自身が持つ。

## 出演番組

### テレビ
- よしもと新喜劇（毎日放送）
- ニュース きん5時「夕顔 金曜午後5時の主婦たち」（NHK大阪放送局）

### CM
- 株式会社日経サービス（関西地域のみ。未知やすえ、もしくは島田一の介と共演）